# Championnats du monde de cross-country 1983
Navigation
Édition précédente Édition suivante
Les 11e Championnats du monde de cross-country IAAF  se déroulent le 20 mars 1983 à Gateshead en Angleterre. 431 athlètes ont participé pour 33 nations différentes.

## Résultats

### Cross long homme

#### Individuel
| Médaille | Athlète             | Temps       |
| Or       | Bekele Debele (ETH) | 36 min 52 s |
| Argent   | Carlos Lopes (POR)  | 36 min 52 s |
| Bronze   | Some Muge (KEN)     | 36 min 52 s |

#### Équipes
| Médaille | Athlètes | Points  |
| Or       | Éthiopie Bekele Debele (1e) Eshetu Tura (14e) Wodajo Bulti (20e) Mohamed Kedir (22e) Adugna Lema (23e) Chala Urgessa (24e)        | 104 pts |
| Argent   | États-Unis Alberto Salazar (4e) Pat Porter (9e) Thom Hunt (28e) Ed Eyestone (30e) Craig Virgin (42e) Mark Anderson (57e)          | 170 pts |
| Bronze   | Kenya Some Muge (3e) Paul Kipkoech (16e) Joshua Kipkemboi (31e) James Kipngetich (32e) Jackson Ruto (37e) Herman Kipngetich (72e) | 191 pts |

### Course juniors hommes

#### Individuel
| Médaille | Athlète                 | Temps       |
| Or       | Feyissa Abebe (ETH)     | 24 min 58 s |
| Argent   | Angaso Telega (ETH)     | 24 min 59 s |
| Bronze   | Jonathan Richards (ANG) | 25 min 07 s |

#### Équipes
| Médaille | Athlètes   | Points |
| Or       | Éthiopie   | 13 pts |
| Argent   | Espagne    | 41 pts |
| Bronze   | Angleterre | 58 pts |

### Cross long femmes

#### Individuel
| Médaille | Athlète                   | Temps       |
| Or       | Grete Waitz (NOR)         | 13 min 29 s |
| Argent   | Alison Wiley (CAN)        | 13 min 37 s |
| Bronze   | Tatyana Pozdnyakova (URS) | 13 min 37 s |

#### Équipes
| Médaille | Athlètes                                                                                     | Points |
| Or       | États-Unis Joan Benoit (4e) Betty Springs (5e) Margaret Groos (9e) Jan Merrill (13e)         | 31 pts |
| Argent   | URS Tatyana Pozdnyakova (3e) Svetlana Ulmasova (6e) Alla Yushina (11e) Yelena Sipatova (21e) | 41 pts |
| Bronze   | Canada Alison Wiley (2e) Nancy Rooks (12e) Anna-Maria Malone (16e) Lynn Kanuka (23e)         | 53 pts |